# Lette Valeska
Lette Valeska (født Hella-Hilde Heinemann 20. august 1885 i Braunschweig; død 8. januar 1985 i Los Angeles) var en tysk-amerikansk fotograf, maler og billedhugger.
Hella-Hilde Heinemann giftede sig 1920 med Ernst Heymann der drev en kemivirksomhed i Tyskland. 1932 rejste parret til Paris for at etablere en filial dér for kemisk-farmaceutiske produkter. En planlagt tilbagevenden til Tyskland 1937 blev forhindret af antisemitiske firmaansatte, og da familien derefter emigrerede til New York, blev fabrikken i Frankfurt konfiskeret af nationalsocialisterne og opløst i 1939.
I USA skiltes hun fra manden, tog kunstnernavnet Lette Valeska og rejste 1938 til Los Angeles, hvor hun fik en opgave at fotografere skolebørn, ikke i et studie som det var sædvanligt, men i børnenes vante omgivelser; en tilgang der gav hende yderligere opgaver som portrætfotograf. 

I en alder af 54 år begyndte hun på opfordring af barndomsveninden fra tiden i Braunschweig − maleren og kunstsamleren Galka Scheyer (de) − at arbejde med maleri og skulptur. De tidligere erfaringer med nazisterne motiverede hende til at inddrage jødiske motiver i sit arbejde.
| - Vor synagoge Our Synagogue, 1940. Synagogemenighed i Braunschweig - Venter stadig Still Waiting, 1945. - Sørgende Mourning, 1948. - Overdragelsen af De 10 bud Giving of the Ten Commandments, 1948. - Et par Couple, 1954. - Fortvivlelse Despair 1, 1954. - På skøjter Skating, ukendt dato - Den store rabbi The Great Rabbi, ukendt dato |